# 西藏路 (合肥)
西藏路，是中国安徽省合肥市的一条南北方向道路，北起紫云路，南抵珠江路，全长5.5公里。西藏路穿过长沙路、洞庭湖路、中山路、方兴大道、杭州路、云谷路等道路。
沿路有合肥市第四十六中学、合肥一中、合肥师范附小等。